# Львы (Ярославская область)
Львы — село Ростовского района Ярославской области. Расположено в семи километрах к юго-западу от Ростова, вблизи озера Неро. Через село проходит автодорога М8 «Холмогоры» (Москва-Ярославль-Архангельск). Население на 1 января 2010 года — 68 чел.
Название, вероятно, происходит от мерянского корня горномар. лев — «тёплый».

## История
Каменная одноглавая церковь с колокольней основана в 1807 году и содержала два престола: св. Петра, митрополита Московского и св. московских Петра, Алексия и Ионы. До 1838 года этот храм был холодный, но в означенном году несколько перестроен и обращён в тёплый. Во время перестройки прежняя деревянная колокольня была сломана, вследствие чего в 1849 году и была построена новая каменная рядом с церковью. В 1864 году церковь обнесена каменною оградою. До времени построения каменной церкви здесь находилась деревянная, стоявшая несколько на юго-востоке от теперешней.
В 1859 году село называлось Левъ, в нём находилось 45 дворов, в которых жило 293 человека (128 мужчин и 165 женщин), а также одна православная церковь.

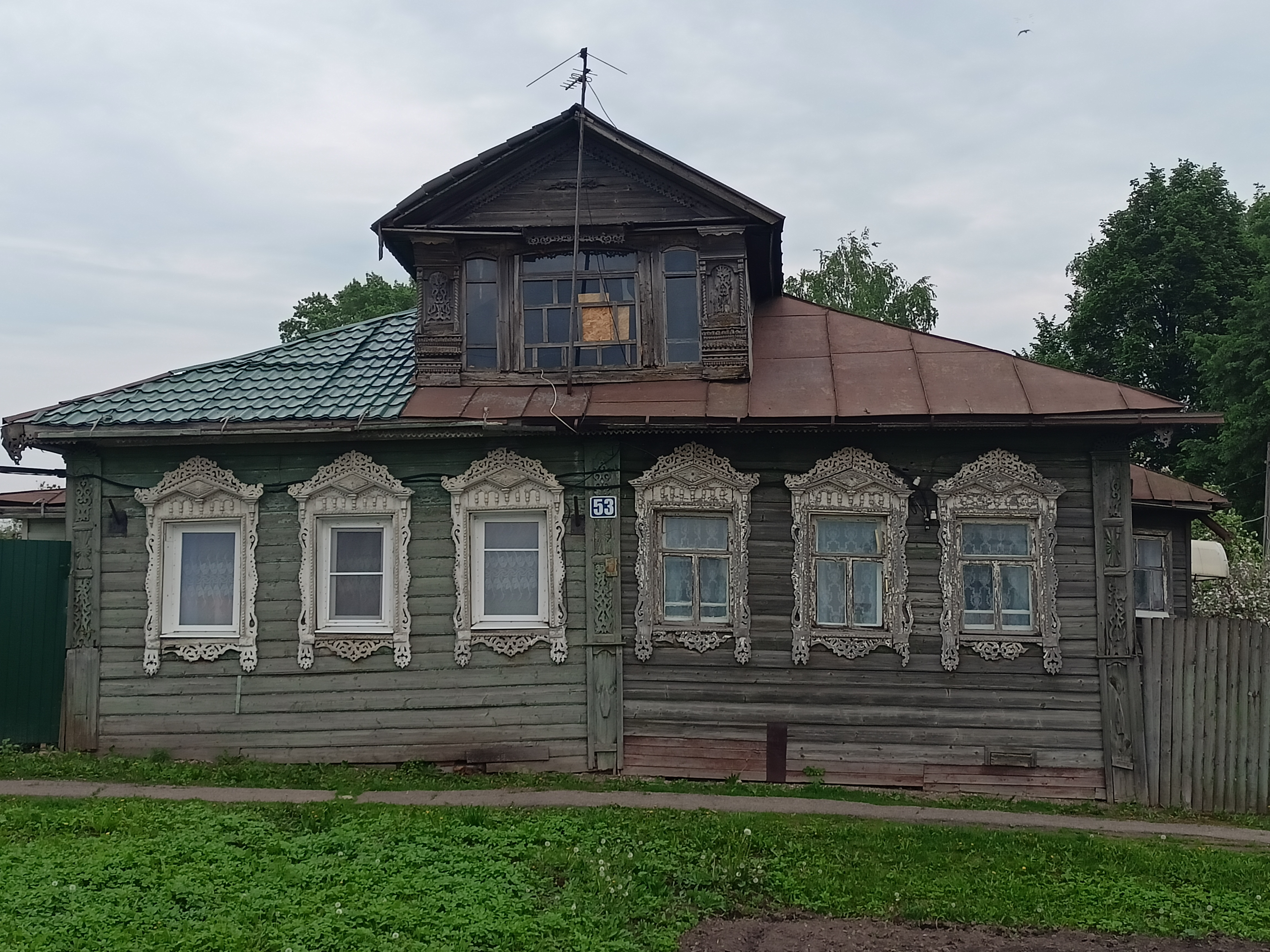

В 1898—1901 гг. по разным оценкам в селе располагалось от 50 до 70 дворов.

## Население
| 1859 | 2007 | 2010 |
| ---- | ---- | ---- |
| 293  | ↘102 | ↘68  |

## Достопримечательности
В селе расположена действующая церковь Петра митрополита Московского (1807). Туристический комплекс «Ярославна» на берегу озера.